# Coitus reservatus

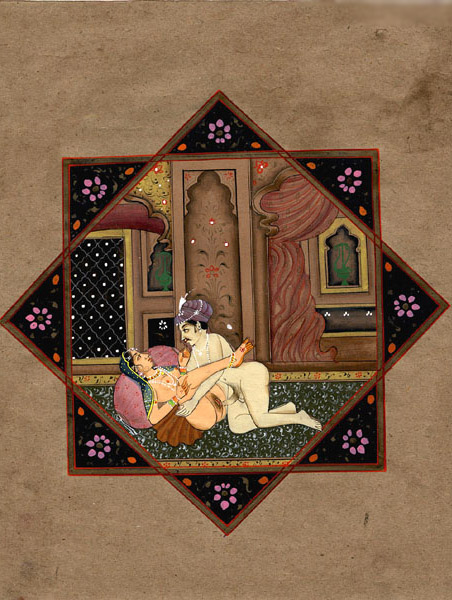
ato do coito

Coitus reservatus (coitus, "coito, relação sexual, união" + reservatus, "reservado, economizado"), também conhecido como continência sexual, é uma forma de relação sexual em que o(a) parceiro(a) de penetração não tenta ejacular dentro do(a) parceiro(a) receptivo(a), mas em vez disso tenta permanecer na fase de pico da relação sexual durante o maior tempo possível para evitar a emissão seminal.
Alice Stockham cunhou o termo karezza, derivado da palavra italiana "carezza", que significa "carícia", para descrever o Coitus reservatus, mas a ideia já estava em prática na Comunidade Oneida. Alan Watts acreditava, por engano, que karezza era uma palavra persa. O conceito de karezza é vagamente semelhante a Maithuna no Tantra hindu e Sahaja no Yoga hindu.
O controle da ejaculação é um aspecto-chave de práticas sexuais taoístas (conhecidas como "cai Yin pu Yang" e "cai Yang pu Yin").